# 蕭澤宏
蕭澤宏（1950年—2019年2月7日），綽號「蕭濟公」、「瘋濟公」，台灣台北縣三重市閩南人，為台灣黑幫知名成員，天道盟第三任盟主，濟公會創會會長及雲霄會發起人，同時也是創立天道盟的創盟發起人之一。
2008年間在創盟元老相繼因刑事案件入獄及逃亡海外的情勢下，從前盟主「圓仔花」鄭仁治手中低調接棒天道盟盟主，並在任內平息新舊太陽會之間的紛爭，直到2011年才將盟主交棒給予前太陽會會長「庫洛」施萬浤，短暫出面執掌天道盟。
2019年2月7日因肺腺癌病逝，並於3月24日為其舉辦告別式。媒體披露蕭澤宏雖已退位多年，但外界仍認為是天道盟內實際擁有實力的仲裁者。

## 經歷
蕭澤宏混跡台北市「三重埔」一帶，出身於「大明口」角頭，早期因名字與「濟公」的台語諧音相似，而被稱呼為「蕭濟公」，後因姓氏「蕭」與「瘋」的台語諧音相似，也被寫作為「瘋濟公」。早年以經營賭場為生，多次涉及暴力、恐嚇勒贖、傷害等犯罪事件。1982年間，因賭場糾紛遭到二十名黑幫份子圍殺，獨自一人殺出重圍並且開槍殺死一人而闖出名號。
1984年「一清專案」全國大掃黑時期也被情治單位列為監控對象，因賭債問題涉及殺人案，隨即在1986年3月7日在台北市中山區中山北路二段遭到逮捕。被羈押在台北看守所時，結識了「大貓」羅福助、「阿潭」吳桐潭、「阿不倒」謝通運、「博仔」李博熙、「悾仔敏德」林敏德、「鴨霸」陳賢明等台灣各地角頭，並且為對抗氣焰囂張的竹聯幫，而與各地角頭共議商籌結盟。1986年10月31日，羅福助、吳桐潭等七人為首，在台北看守所結成天道盟，蕭澤宏因遭移送至龜山監獄而未參與到結盟過程，但依舊保留其創盟元老地位。1990年6月間蕭澤宏出獄後隨即在台北市大安區成立「濟公會」。
1996年8月間，蕭澤宏在台北市萬華區廣州街「紅花閣餐廳」參與宴席時，因友人「下厝庄」角頭「細漢芋粿」與鄰桌的「華山幫」角頭「神經明」發生口角，涉嫌唆使手下高勝寶等數名濟公會成員，持槍與華山幫份子雙方當街槍戰，互射十九槍，造成兩名黑幫份子及兩名民眾受傷，震驚社會。蕭澤宏因此事件被列為「治平專案」掃黑對象，同年12月11日被台北市警察局中正二分局警員埋伏在家門口逮捕並且移送綠島監獄關押。
蕭澤宏出獄後行事低調，退居幕後鮮少出現在幕前。直到2008年間，從天道盟第二任盟主「圓仔花」鄭仁治手中接下盟主之位，成為天道盟的第三任盟主，但是因行事低調，甚至警方都無法確切掌握蕭澤宏是否為新盟主，直到「圓仔花」公開宣佈後才得以證實。
2011年間，蕭澤宏因刑事案件退位，將盟主交棒給予前太陽會會長「庫洛」施萬浤，並且施萬浤於翌年舉辦婚禮時，長年派系鬥爭的太陽會創會會長吳桐潭亦擔任婚禮總召待，因此外界相信「濟公」在擔任盟主期間，成功與吳、施兩位大老有默契的整合太陽會停止紛爭。
2019年2月7日，蕭澤宏因肺腺癌病逝，天道盟於3月24日為蕭澤宏舉辦告別式，參與人數高達5,000人。然而雖數年前蕭澤宏已將盟主交棒給予施萬浤，但外界依舊認為蕭澤宏才是天道盟幕後盟主，天道盟在江湖上有所紛爭也都是由蕭澤宏出面仲裁，因此蕭澤宏的逝世也引發天道盟各系人馬角逐盟主權位。最終在吳桐潭力排眾議之下，推舉由「鐵霸」曾盈富接任第五任盟主。